# Miroslav Beránek
Miroslav Beránek (ur. 24 kwietnia 1957 w Benešovie) – czeski piłkarz grający na pozycji obrońcy, trener piłkarski.

## Kariera piłkarska

### Kariera klubowa
Wychowanek klubu Tesla Votice. W 1976 rozpoczął karierę piłkarską w drużynie VTJ Jindřichův Hradec. 1978 przeszedł do Spartaka Pelhřimov. W 1983 przeniósł się do Škody Plzeň. W 1984 został zaproszony do Slavii Praga, w której rozegrał ponad 100 spotkań. W 1989 wyjechał do Austrii, gdzie występował w SV Gmünd. W 1991 roku zakończył karierę piłkarza.

## Kariera trenerska
Po zakończeniu kariery piłkarza rozpoczął pracę szkoleniowca. W austriackim SV Gmünd w 1991 łączył funkcje trenera i piłkarskie, a potem pomagał trenować piłkarzy klubu. Latem 1993 dołączył do sztabu szkoleniowego Slavii Praga, gdzie najpierw pracował jako asystent trenera, a w sezonie 1994/95 prowadził klub z Pragi. Potem stał na czele czeskich klubów SK Kladno i Chmel Blšany. Również pomagał trenować młodzieżową i narodową reprezentacji Czech, a w latach 2000–2002 kierował młodzieżówkę. Od 2001 do końca 2003 ponownie prowadził Slavię Praga. Latem 2006 został zaproszony do pracy w węgierskim Debreceni VSC, skąd w następnym roku przeniósł się do Al-Wasl Dubaj. W 2008 powrócił do ojczyzny, gdzie do 2010 prowadził 1. FC Brno, a potem w sezonie 2010/11 ponownie pracował z SK Kladno. 31 stycznia 2011 roku został mianowany na selekcjonera narodowej reprezentacji Kazachstanu, którą kierował do końca 2013. Zespół pod jego kierownictwem rozegrał 24 gry. Od 4 maja 2012 do 12 lipca 2013 również stał na czele FK Astana. Od 16 czerwca 2014 do 16 czerwca 2015 po raz trzeci obejmował stanowisko głównego trenera Slavii Praga.

## Sukcesy i odznaczenia

### Sukcesy piłkarskie
Slavia Praga
- brązowy medalista Mistrzostw Czechosłowacji: 1984/85

### Sukcesy trenerskie
Chmel Blšany
- mistrz Czeskiej Drugiej Ligi: 1997/98

Slavia Praga
- zdobywca Pucharu Czech: 2001/02

reprezentacja Czech U-21
- mistrz Europy U-21: 2002

Debreceni VSC
- mistrz Węgier: 2006/07

FK Astana
- zdobywca Pucharu Kazachstanu: 2012